# Śląskie Kamienie
Śląskie Kamienie o Dívčí kameny ("Rocas de Silesia" o "Rocas Maiden"), que alcanzan los 1.413 metros (4.636 pies) y Czeskie kamienie o Mužské Kameny ("Rocas checas" o "Rocas del hombre" en polaco y checo respectivamente), con 1.416 metros (4.646 pies) es un pico  gemelo y una formación rocosa situada en la parte occidental de Karkonosze en Polonia y en la frontera con la República Checa en el Parque Nacional de Karkonosze en el camino de la amistad polaco-checa. Las rocas son de hasta 8 m de altura.